# 真弓孟之
真弓 孟之（まゆみ たけゆき、2004年8月24日 - ）は、日本のアイドル、タレントであり、関西ジュニア内男性アイドルグループ・AmBitiousのメンバー。
大阪府高槻市出身。STARTO ENTERTAINMENT所属。

## 来歴
2018年に大阪城ホールで開催された『ジャニーズJr.祭り』の公開オーディションを受け、2018年2月25日にジャニーズ事務所に入所。憧れなども一切無く、オーディションに行くのも嫌だったが、バドミントンのラケットを買ってもらうのと交換条件で受けた。
入所して2,3年はほとんど仕事が無かったが、2021年に関西ジャニーズJr.内ユニット・AmBitiousのメンバーに選ばれる。
2023年4月、ミュージカル『サンキュー・ベリー・ストロベリー』で舞台単独初主演を務める。
2024年2月2日より、自身がパーソナリティを務めるファッション系ラジオ番組『真弓孟之のオシャレって言われたい』がスタートする。

## 人物
MCをすることが夢で、憧れの人は村上信五。持ちギャグは「前髪切りすぎてオンまゆみ！」。

## 出演
グループでの出演はジャニーズJr.#AmBitiousを参照。個人での出演のみ記載。

### テレビドラマ
- ジモトに帰れないワケあり男子の14の事情 episode11 「隣の芝生はアオい!?」（2021年6月6日、朝日放送テレビ） - 裕太 役[6][7]
- 年下彼氏2 episode7「一人二役」（2024年11月3日、朝日放送テレビ） - 主演・慶二 役[8][9]
- 御上先生（2025年1月19日 - 3月23日、TBS） - 波多野侑 役[10][11]

### テレビ番組
- まいど!ジャーニィ〜 （BSフジ） - レギュラー[12]
- 卒業RECORDソツレコ'25 〜高校最後にライバルと決着！SP〜（2025年3月28日、毎日放送） - スペシャルサポーター[13]

### 映画
- 恋に至る病（2025年10月24日公開予定、アスミック・エース） - 井出翔太 役[14]

### ラジオ番組
- 関西ジャニーズJr.のバリバリサウンド→カンバリ！[15]（2022年4月22日 - 2025年3月25日、FM大阪） -　河下楽、永岡蓮王と共に出演し、Aぇ! groupの3人と週替わりで担当[16][17]
- 真弓孟之のオシャレって言われたい（2024年2月2日 - 、ラジオ大阪） - パーソナリティ[5]

### ネット配信
- ワイルドトリッパー!!（2025年4月10日 - 、Prime Video）[18]

### 舞台
- 明日を駆ける少年たち（2018年8月4日 - 30日、大阪松竹座）[19][20]
- ANOTHER 新たなる冒険（2021年3月1日 - 31日、大阪松竹座）[21]
- サンキュー・ベリー・ストロベリー（2023年4月5日 - 16日、東京芸術劇場シアターイースト / 4月26日 - 30日、サンケイホールブリーゼ） - 主演・ケアロボット 役[4]
- 一富士茄子牛焦げルギー（2026年1月15日 - 18日〈予定〉、サンケイホールブリーゼ / 1月29日 - 2月1日〈予定〉、渋谷区文化総合センター大和田 さくらホール） - 主演・ぼく 役[22]

### イベント
- SAPPORO COLLECTION 2024 AUTUMN/WINTER（2024年10月14日、グランドメルキュール札幌大通公園）[23]
- FM OSAKA 55th anniversary リスナー感謝祭〜カンバリ！春のFAN祭り〜（2025年2月7日、大阪城ホール）[24][25]

### CM
- 森永製菓「おっとっと」（2022年10月 - ） - シリーズ発売40周年記念WEB CM[1]

## 雑誌連載
- 主婦の友社『Ray』「真弓孟之のオシャレって言われたい」（2024年4月号 - ）[26][27]